# Cartoon Club
Cartoon Club - Festival Internazionale del cinema d’animazione, del fumetto e dei games è una manifestazione annuale sull'animazione e sui fumetti che si svolge dal 1985 a Rimini.
La manifestazione è organizzata da Acli Arte e Spettacolo APS Sede Provinciale di Rimini con la collaborazione di esperti di animazione, fumetto e cosplay.
Cartoon Club si svolge ogni anno a luglio in varie zone di Rimini: in centro storico, alla piazza sull'acqua del Ponte di Tiberio, nel borgo di San Giuliano e a Marina centro, in piazzale Federico Fellini.
Per una settimana vengono proiettati film, cortometraggi animati provenienti da tutto il mondo, con presentazione di ospiti italiani, fumetti, premi e riconoscimenti agli autori oltre a concerti, incontri con autori, registi e case editrici, oltre alla fiera del fumetto denominata Riminicomix e la Cosplay Convention.
Riminicomix, parte integrante del festival, è una mostra mercato di fumetti e cosplay che si svolge negli ultimi quattro giorni della manifestazione, all'interno di Riminicomix si svolgono Cosplay Contest, concerti, corsi di fumetto e incontri con gli autori.

## Storia
Nel 1985 nasce Cartoon Club come rassegna di cinema di animazione, con proiezioni pubbliche che si svolgono nel centro storico di Rimini.
Nel 1997 nascono il "Premio Signor Rossi" per i film realizzati dagli studenti di cinema d’animazione e il "Premio Franco Fossati" per le opere di critica e saggistica sul fumetto, inoltre nasce Riminicomix: la mostramercato dedicata a fumetti e cosplay.
Nel 2000 nasce il premio "Fede a strisce" per i fumetti a tema religioso editi in Italia.
Nel 2007 la 23edima edizione ha raggiunto 50.000 visitatori con un trend positivo dal 2010 che ha portato ad essere la seconda fiera di fumetti più visitata in Italia dopo Lucca Comics & Games.
Dal 2017 viene organizzato da ACLI Arte e Spettacolo e DOC Servizi in una joint venture dalla quale è nata DOC Comics&Cartoon.
Nel 2022 la mostra mercato del fumetto RiminiComix, contenitore di eventi dedicati al fumetto e al Cosplay all'interno di Cartoon Club, compie 25 anni, nello stesso anno dalla collaborazione fra Cartoon Club, Italian Exhibition Group e Fandango Club Creators nasce Joy, manifestazione dedicata ai giochi con particolare attenzione a videogiochi ed esports che si svolge presso la fiera di Rimini negli stessi giorni di Cartoon Club. L'edizione 2022 ha raggiunto il nuovo record di presenze con 170.000 visitatori
Nel 2023 Cartoon Club ha ricevuto il "Sigismondo d'oro", la massima onorificenza del comune di Rimini, per il contributo dato alla cultura e all'offerta turistica cittadina nei suoi quarant'anni di vita. 